# Seneslau
Seneslau,, ou Seneslav ou également Stănislau, est un voïvode valaque du XIIIe siècle mentionné dans un diplôme du 2 juillet 1247 délivré par le roi  Béla IV de Hongrie.
Dans cet acte le souverain octroie des territoires aux  Hospitaliers  dans le  Banat de Severin  et dans le  Diocèse de Coumanie.
Selon ce document le roi accorde aux chevalier les territoires situés à l'est de la rivière Olt à l'exception de ceux déjà détenus par le « voivode » Seneslau.
Le nom de Seneslau est d'origine slave. Seneslau contrôle le centre et le sud de la Munténie (i.e: les territoires le long des rivières Argeş et Dâmboviţa).
L'historien roumain  Ioan Aurel Pop suggère que Seneslau était quasi indépendant du roi de Hongrie. Selon l'historien hongrois István Vásáry, son titre de « voivode » implique qu'il contrôlait un territoire uni sous sa juridiction. Le diplôme de Béla IV se réfère également aux kenazate de Ioan, Farcaş et du voivode Litovoi. Bien que les noms de Seneslau et Litovoi soient d'origine  slave, il est expressément indiqué qu'ils sont d'origine valaque (Olati) dans le diplôme royal.

## Sources
- (en) Cet article est partiellement ou en totalité issu de l’article de Wikipédia en anglais intitulé « Seneslau » (voir la liste des auteurs), édition du 5 juillet 2012.
- (en) Georgescu, Vlad (Auteur) – Calinescu, Matei (Éditeur) – Bley-Vroman, Alexandra (Traducteur): The Romanians – A History; Ohio State University Press, 1991, Columbus;  (ISBN 0-8142-0511-9)
- (en) Pop, Ioan Aurel: Romanians and Romania: A Brief History; Columbia University Press, 1999, New York;  (ISBN 0-88033-440-1)
- (en) Treptow, Kurt W. - Popa, Marcel: Historical Dictionary of Romania (part ‘Historical Chronology’); Scarecrow Press, Inc., 1996, Lanham&Folkestone;  (ISBN 0-8108-3179-1)
- (en) Vásáry, István: Cumans and Tatars: Oriental Military in the Pre-Ottoman Balkans, 1185-1365; Cambridge University Press, 2005, Cambridge;  (ISBN 0-521-83756-1)
- Златарски, Васил. История на българската държава през средните векове. Том III. Второ българско царство. България при Асеневци (1187—1280), София 1940
- Коледаров, Петър. Политическа география на средновековната българска държава, Втора част (1186–1396), София 1989